# Valentine’s Day (singel Davida Bowiego)
Valentine’s Day – czwarty singel Davida Bowiego promujący dwudziesty czwarty studyjny album artysty, zatytułowany The Next Day. Ukazał się w sierpniu 2013 roku w formacie analogowym, na płycie winylowej (tzw. limited picture disc 7"). Na stronie B singla umieszczono utwór instrumentalny pt. „Plan”.

## Lista utworów
1. „Valentine’s Day”
2. „Plan” (utwór dodatkowy)

## Notowania

### Media polskie
| Lista                                | Pozycja |
| ------------------------------------ | ------- |
| Lista Przebojów Radia Merkury        | 28      |
| Lista Przebojów Portalu E-migrant.eu | 34      |
| Lista Przebojów Trójki               | 20      |

### Teledysk
Został wyreżyserowany przez duet realizatorski: Indrani & Markus Klinko. Zdjęcia wykonał Jimmy King. Obraz opublikowano w serwisie YouTube 15 lipca 2013.